# Markus Guthmann
Markus Guthmann (* 1964 in Pirmasens, Rheinland-Pfalz) ist ein deutscher Journalist und Schriftsteller. Er schreibt Kriminalromane und Kurzgeschichten sowie historische Beiträge in Tageszeitungen. Die meisten seiner Geschichten spielen in der Pfalz und sein bekanntestes Ermittlerduo besteht aus dem Oberstaatsanwalt Röder und dem Edelwinzer Hellinger in der Serie „Weinstraßenkrimis“, die im Emons Verlag erscheint.

## Leben
Nach Kindheit und Jugend in Pirmasens studierte Guthmann Wirtschaftsingenieurwesen und veröffentlichte Fachartikel über Informationstechnik in c’t, Computer Zeitung, Digital Engineering, bis er schließlich den Weg zur Kriminalliteratur fand. Seit einigen Jahren widmet er sich verstärkt der Geschichte der Pfalz und schreibt entsprechende Artikel für Pfälzische Tageszeitungen.
Guthmann ist Mitglied im Historischen Verein der Pfalz und im Pfälzerwald-Verein. Mit Lesungen unterstützt er die SWR Herzenssache oder das Kinderhospiz Sterntaler in Mannheim.
Markus Guthmann ist verheiratet und Vater zweier Kinder. Er lebt im Landkreis Bad Dürkheim und arbeitet im Management eines Unternehmens.

## Werke

### Romane
- Weinstraßenmord, Emons Verlag, Köln 2007, ISBN 978-3-89705-491-2
- Weinstrassenmarathon, Emons Verlag, Köln 2008, ISBN 978-3-89705-555-1
- Weinstraßenrallye, Emons Verlag, Köln 2009, ISBN 978-3-89705-637-4
- Weinstraßenabsturz, Emons Verlag, Köln 2011, ISBN 978-3-89705-885-9
- Weinstraßengold, Emons Verlag, Köln 2013, ISBN 978-3-95451-149-5
- Weinstraßenrache, Emons Verlag, Köln 2015, ISBN 978-3-95451-739-8
- Weinstraßenhölle, Emons Verlag, Köln 2019, ISBN 978-3-7408-0512-8
- Weinstraßenbetrug, Emons Verlag, Köln 2025, ISBN 978-3-7408-1582-0

### Kurzgeschichten
- „Blutlese“ in Wein, Mord und Gesang, KBV Verlag, Hillesheim 2010, ISBN 978-3-940077-91-2
- „Ballonglühen“ in Mörderischer Erfindergeist, Gmeiner-Verlag, Meßkirch 2011, ISBN 978-3-8392-1127-4
- „White Christmas“ in Mannheim auf die kriminelle Tour, Wellhöfer Verlag, Mannheim 2012, ISBN 978-3-95428-106-0
- „Ein sanfter Tod“, in Rhein Neckar Mord: Krimis aus der Region, Wellhöfer Verlag, Mannheim 2014, ISBN 978-3-95428-151-0
- „Ein besonderer Jahrgang“, in Rhein Neckar Mord: Krimis aus der Region, Wellhöfer Verlag, Mannheim 2014, ISBN 978-3-95428-151-0
- „In Vino Exitus“, in Rhein Neckar Mord: Krimis aus der Region, Wellhöfer Verlag, Mannheim 2014, ISBN 978-3-95428-151-0
- „Kurzer Prozess“, in Rhein Neckar Mord: Krimis aus der Region, Wellhöfer Verlag, Mannheim 2014, ISBN 978-3-95428-151-0
- „Ein Weingut mit Tradition“, in Rhein Neckar Mord: Krimis aus der Region, Wellhöfer Verlag, Mannheim 2014, ISBN 978-3-95428-151-0
- „Halloween“ in Rhein Neckar Mord: Krimis aus der Region, Wellhöfer Verlag, Mannheim 2014, ISBN 978-3-95428-151-0
- „Bleedie Blunz“, in Blutworscht Blues, Wellhöfer Verlag, Mannheim 2016, ISBN 978-3-95428-213-5
- „Liebe geht durch den Saumagen“, in Blutworscht Blues, Wellhöfer Verlag, Mannheim 2016, ISBN 978-3-95428-213-5
- „Von höllischen Latwergen“, in Blutworscht Blues, Wellhöfer Verlag, Mannheim 2016, ISBN 978-3-95428-213-5
- „Der Malscher Falke“, in Wellhöfer Verlag, Mannheim 2017, ISBN 978-3-95428-228-9
- „Aller Laster Anfang“, in „Badisch kriminelle Weihnacht“ in Wellhöfer Verlag, Mannheim 2017, ISBN 978-3-95428-228-9
- „Sprechender Wein“ in Tatort Weinland Pfalz, ars vivendi Verlag, Cadolzburg 2017, ISBN 978-3-86913-854-1
- „Weingut am Ganges“, in Pfälzisch kriminelle Weihnacht, Wellhöfer Verlag, Mannheim 2019, ISBN 978-3-95428-263-0
- „Die Kunst des perfekten Verbrechens“, in Schorle Blues, Wellhöfer Verlag, Mannheim 2021, ISBN 978-3-95428-278-4
- „WinzerLeaks“, in Schorle Blues, Wellhöfer Verlag, Mannheim 2021, ISBN 978-3-95428-278-4

### Geschichtsartikel
- „Vor 200 Jahren: Die Pfalz im Schatten von Waterloo“, Pirmasenser Zeitung vom 22. August 2015
- „Ein „Saumpfad der Seligkeit““, Pirmasenser Zeitung vom 2. Dezember 2015
- „Blüchers Siegeszug führte durch die Pfalz“, Pirmasenser Zeitung vom 22. Januar 2016
- „1816: Im Jahr ohne Sommer wird die Pfalz bayerisch“, Pirmasenser Zeitung vom 6. August 2016
- „Römer, Reben und ein Mord: Das antike Erbe der Pfalz“, Pirmasenser Zeitung vom 25. Februar 2017
- „Auf den Spuren der Pfälzer Frühmenschen“, Pirmasenser Zeitung vom 31. März 2018
- „Barbaren, Schmiede und Druiden“, Pirmasenser Zeitung vom 2. November 2019
- „Battenberg gestern und Heute“, https://www.battenberg-pfalz.de/battenberg-gestern-und-heute/, abgerufen am 20. Juli 2022
- „Ein Gipfel mit Kreuz und Schädel“, Rheinpfalz, Unterhaardter Rundschau, vom  5. Januar 2022
- „Die Karlsberger Intrige“, Rheinpfalz, Ihr Wochenende, vom 16. Juli 2022